# Savika Chaiyadej
Savika Chaiyadej (tiếng Thái: สาวิกา ไชยเดช, sinh ngày 19 tháng 6, 1986, nghệ danh là "Pinky" hay "Pinky Savika") là một ca sĩ, diễn viên, người mẫu người Thái Lan. Bộ phim đầu tay của cô là Dao Pra Sook và Nong Miew Kearl Petch (với Siwat Chotcharin). 

## Các bộ phim đã từng tham gia

### Phim truyền hình
| Năm  | Phim                                           | Tên tiếng Việt                        | Vai                            | Đóng với                                                                        | Đài    |
| ---- | ---------------------------------------------- | ------------------------------------- | ------------------------------ | ------------------------------------------------------------------------------- | ------ |
| 1993 | Fai Nai Duang Ta                               |                                       | Patcha                         | Pollawat Manuprasert & Janjira Joojang                                          | CH3    |
| 1993 | Wan Nee Tee Ror Koi                            | Tháng ngày chờ mong                   | Baralee / Man Fah              | Thongchai McIntyre & Siriam Pakdeedumrongrit                                    | CH7    |
| 1993 | Bla Boo Tong                                   | Cá vàng                               | Auy / Ai                       | Blinya Poonsagoon & Achara Thongthep                                            | CH7    |
| 1993 | Bua Kaew Bua Tong                              |                                       | Bua Kaew (nhỏ)                 | Art Sarthra, Gift Tithiya & Benz Pornchita Na Songkhla                          | CH7    |
| 1993 | Mane Nopa Gaow                                 |                                       |                                | Blinya Poonsagoon & Achara Thongthep                                            | CH7    |
| 1994 | Kleun Cheewit                                  | Sóng gió cuộc đời                     | Jeerawat (nhỏ)                 |                                                                                 | CH3    |
| 1994 | Dao Pra Sook                                   |                                       | Dao Pra Sook (nhỏ)             | Sornram Teppitak & Suvanant Kongying                                            | CH7    |
| 1994 | Plaifon Ton Now                                |                                       |                                | Sarunyoo Wongkrachang & Kamolchanok Komoltithi                                  | CH7    |
| 1994 | Kert Tae Tom                                   |                                       | Kert Tae Tom                   | Touch Na Takuatung & Suvanant Kongying                                          | CH7    |
| 1994 | Ma Lai                                         |                                       | Pim                            |                                                                                 | CH7    |
| 1996 | มณีนพเก้า                                        |                                       | เทพีโชคชะตา                     |                                                                                 | CH7    |
| 1996 | One Thousand and One Nights หรือ Arabian Nights | Nghìn lẻ một đêm                      | Moon                           |                                                                                 | CH7    |
| 1997 | Niramit                                        |                                       | Jao Saeng La (nhỏ)             | Thongchai McIntyre & Araya Sirisopha                                            | CH7    |
| 1997 | Kaew the Playful                               |                                       | Kaew                           |                                                                                 | CH7    |
| 2001 | Ngao Prissana                                  |                                       | Meaw                           | Chulachak Chakrabongse & Amika Klinprathum                                      | CH7    |
| 2001 | Pin Prai                                       |                                       | Srithai                        | Atsadawut Luengsuntorn & Piyathida Woramusik                                    | CH7    |
| 2002 | Hua Jai Klai Puen Tieng                        |                                       | Noi                            | Arnus Rapanich & Isariya Saisanan                                               | CH7    |
| 2003 | Kassatriya                                     |                                       | Manin                          | Arnus Rapanich & Warattaya Nilkuha                                              | CH5    |
| 2003 | Dance Mai Sur Loey Jur Ruk                     |                                       | Nampeung                       | Kade Tarntup & Amika Klinprathum                                                | CH7    |
| 2004 | Maharaj Koo Pandin                             |                                       | Manin                          | Arnus Rapanich & Warattaya Nilkuha                                              | CH5    |
| 2004 | Choom Tang Ruk                                 |                                       | Nithiwadee                     | Kade Tarntup                                                                    | CH7    |
| 2004 | Koo Krang Kaeng Kun Keng                       |                                       | Saraphee                       | Veraparb Suparbpaiboon                                                          | CH7    |
| 2005 | Yai Thua Rai Gup Nai Puan                      |                                       | Athitaya / Ton Lieu            | Puchisa Thanapat                                                                | CH7    |
| 2005 | Angkor 2                                       |                                       | Nitcha                         | Veraparb Suparbpaiboon                                                          | CH7    |
| 2005 | Kadee Ded...Haed Haeng Ruk                     |                                       | Sunisa                         | Shahkrit Yamnam                                                                 | CH7    |
| 2006 | Kan Kala                                       |                                       | Dok Khun                       | Arnus Rapanich                                                                  | CH7    |
| 2006 | Sao Noi Roi Lan                                |                                       | Noi                            | Panu Suwanno                                                                    | CH7    |
| 2006 | Thida Satan                                    | Con gái của quỷ                       | Tarnsai                        | Rapeepat Eakpankul                                                              | CH7    |
| 2007 | Suparp Burud Chao Din                          | Đứa con của đất                       | Pakawadee Worakitphaisan       | Thana Suttikamul                                                                | CH7    |
| 2007 | Nong Miew Kiew Petch                           |                                       | Miew / Petch                   | Siwat Chotchaicharin                                                            | CH7    |
| 2008 | Talard Nam Damnern Ruk Part 2                  |                                       | Katteeya                       | Rapeepat Eakpankul                                                              | CH7    |
| 2008 | Tur Keu Cheewit                                | Em là cuộc sống của anh               | On-in / Tua Lek                | Sukollawat Kanarot                                                              | CH7    |
| 2008 | Suparb Burut Satan                             | Vực thẳm tình yêu                     | Latin / Lilly                  | Chanapol Satya                                                                  | CH7    |
| 2008 | Jao Ying Lum Sing                              | Tình yêu người ca sĩ                  | Jao Kwanwarin                  | Wongsakorn Poramathakorn                                                        | CH7    |
| 2009 | Wung Nam Karng                                 | Bí mật cổ thành                       | Ratikarn                       | Tawin Yavapolkul                                                                | CH7    |
| 2009 | Wongwian Huachai                               | Trái tim băng giá                     | Buphachart (Bow) Pimukyothakan | Sukollawat Kanarot                                                              | CH7    |
| 2010 | Ruk Sorn Rode                                  |                                       | Fahsai                         | Santi Visaboonchai                                                              | CH7    |
| 2012 | Tong Prakai Saed                               | Thiên sứ tội lỗi                      | Thongdi                        | Thana Suttikamul, Atsadawut Luengsuntorn, Athikit Pringprom, Jira Danbawornkiat | CH8    |
| 2012 | Marnya Risaya                                  | Lưới tình Catwalk                     | Deeny                          | Navin Yavapolkul & Namthip Jongrachatawiboon                                    | CH5    |
| 2012 | Rachanee Look Toong                            | Bản nhạc định mệnh                    | Kung Nang                      | Jira Danbawornkiat                                                              | CH8    |
| 2013 | Ga Gub Hong                                    | Tình bất phân ly                      | Motdam                         | Kawee Tanjararak                                                                | CH8    |
| 2014 | Koom Nang Kruan                                | Bóng đêm tội lỗi                      | Jao Nang Yodlah                | Yuthana Puengklarng & Monchanok Saengchaipiangpen                               | CH5    |
| 2015 | Waen Thonglueang                               | Biệt ly                               | Duangjai                       | Jira Danbawornkiat & Wanchana Sawatdee                                          | CH8    |
| 2016 | Nang Show                                      |                                       | Malee                          |                                                                                 | PPTV36 |
| 2017 | Sri Ayodhaya                                   |                                       | Amarindra                      |                                                                                 | True4u |
| 2018 | Muang Maya Live The Series: Maya Ruk On Lie    | Sóng gió hậu trường Series            | Chingching Gavisara            | Shahkrit Yamnam                                                                 | OneHD  |
| 2019 | Poot Pitsawat                                  | Linh hồn tình yêu                     | Sae                            | Dom Hetrakul                                                                    | OneHD  |
| 2019 | SLEEPLESS SOCIETY ตอน BEDTIME WISHES           | Đêm trắng: Điều ước trước khi mất ngủ | Nara                           | Shahkrit Yamnam                                                                 | OneHD  |
| 2019 | Sri Ayodhaya 2                                 |                                       | Amarindra                      |                                                                                 | True4u |
| 2020 | Rak Miranit                                    |                                       | Goddess Isis                   |                                                                                 | True4u |
| 2020 | Club Friday The Series 12: Rak Sap Son         | Tình yêu phức tạp                     | Maprang "Prang"                | Anuwat Choocherdratana                                                          | GMM25  |
| 2020 | Kum Sap Lam Kong                               | Truyền thuyết Mekong                  | Princess Phithra / Phetai      | Pasut Banyam                                                                    | CH8    |
| 2021 | Ruen Rom Ngiew                                 | Dưới bóng mộc miên                    | Mae Malai                      | Anuwat Choocherdratana & Witaya Wasukraipaisarn                                 | CH8    |
| 2021 | Dare To Love: Hai Ruk Pipaksa                  | Hãy để tình yêu phán xét              | Camelia / Cammy                | Tanakorn Posayanon                                                              | CH3    |
| 2021 | Luang Kah Lah Ruk                              | Đuổi bắt tình yêu                     | Piangjun / Pahndao             | Pasut Banyam                                                                    | PPTV36 |
| 2022 | Dong Dok Mai                                   |                                       | Kliewket                       | Puttichai Kasetsin                                                              | OneHD  |
| 2022 |                                                | Pass to Your Voice                    | Nongnit                        | Sarawut Mardthong                                                               | LineTV |

### Phim điện ảnh
| Năm  | Phim                   | Vai             | Đóng với                                                             |
| ---- | ---------------------- | --------------- | -------------------------------------------------------------------- |
| 1994 | Daughter               |                 |                                                                      |
| 2005 | The Holy Man           | Paneang         | Pongsak Pongsuwan, Sarawut Poomthong                                 |
| 2005 | Dek-Dane               | Pink            | Black Pomtong, Thanakorn Posayanon                                   |
| 2007 | Train of the Dead      | Ratri           | Kade Tarntup                                                         |
| 2011 | Markandeyan            | Divya           | Sumanth, Santhanam                                                   |
| 2012 | Jan Dara the Beginning | Hyacinth / Dara | Mario Maurer, Rhatha Phongam                                         |
| 2013 | Jan Dara: The Finale   | Hyacinth / Dara | Mario Maurer, Rhatha Phongam                                         |
| 2014 | Emo Gurram Egaravachu  | Neelaveni       | Sumanth                                                              |
| 2014 | The Rooms              | Ple             | Ase Wang, Kawee Tanjararak                                           |
| 2014 | That Rak Asurn         | Susie           | Phechtai Wongkhamlao                                                 |
| 2018 | Hor Taew Tak 6         | Nah Nah         |                                                                      |
| 2019 | Boxing Sangkran        | Maysah          | Kunatip Pinpradab                                                    |
| 2020 | The Maid               | Uma             | Teerapat Sajakul, Ploy Sornarin, Puangtong Kannaporn (chiếu Netflix) |
|      | The job รับจ้างรัก        |                 |                                                                      |